# Spojené státy americké na Zimních olympijských hrách 2014
Spojené státy americké na Zimních olympijských hrách 2014 reprezentovalo 230 sportovců v 15 druzích sportu, kteří se účastnili her ve dnech 7.–23. února 2014.
Sportovci Spojených států získali celkem 28 medailí, 14 muži a 14 ženy, což je méně než na minulých hrách ve Vancouveru. Získali devět zlatých medailí, což bylo stejně jako na minulých zimních hrách. V pořadí národů obsadila výprava Spojených států čtvrté místo. Nejvíce medailí (7) získali v akrobatickém lyžování. Po třech zlatých získali v akrobatickém lyžování a snowboardingu.

## Medailisté
| Medaile | Jméno | Sport                | Disciplína           | Datum     |
| ------- | --- | -------------------- | -------------------- | --------- |
| Zlato   | Sage Kotsenburg | Snowboarding         | Muži slopestyle      | 8. února  |
| Zlato   | Jamie Andersonová | Snowboarding         | Ženy slopestyle      | 9. února  |
| Zlato   | Kaitlyn Farringtonová | Snowboarding         | Ženy U rampa         | 12. února |
| Zlato   | Joss Christensen | Akrobatické lyžování | Muži slopestyle      | 13. února |
| Zlato   | Meryl Davisová Charlie White                                                                                             | Krasobruslení        | Taneční páry         | 17. února |
| Zlato   | David Wise | Akrobatické lyžování | Muži U rampa         | 18. února |
| Zlato   | Ted Ligety | Alpské lyžování      | Muži obří slalom     | 19. února |
| Zlato   | Maddie Bowmanová | Akrobatické lyžování | Ženy U rampa         | 20. února |
| Zlato   | Mikaela Shiffrinová | Alpské lyžování      | Ženy slalom          | 21. února |
| Stříbro | Devin Loganová | Akrobatické lyžování | Ženy slopestyle      | 11. února |
| Stříbro | Gus Kenworthy | Akrobatické lyžování | Muži slopestyle      | 13. února |
| Stříbro | Noelle Pikusová-Paceová                                                                                                  | Skeleton             | Ženy jednotlivci     | 15. února |
| Stříbro | Andrew Weibrecht | Alpské lyžování      | Muži super G         | 16. února |
| Stříbro | Elana Meyersová Lauryn Williamsová                                                                                       | Boby                 | Ženy dvojice         | 19. února |
| Stříbro | Družstvo žen | Lední hokej          | Ženy lední hokej     | 20. února |
| Stříbro | Eddy Alvarez J. R. Celski Christopher Creveling Jordan Malone                                                            | Short track          | Muži štafeta 5000 m  | 21. února |
| Bronz   | Hannah Kearneyová | Akrobatické lyžování | Ženy jízda v boulích | 8. února  |
| Bronz   | Jeremy Abbott Jason Brown Marissa Castelliová Meryl Davisová Gracie Goldová Simon Shnapir Ashley Wagnerová Charlie White | Krasobruslení        | Družstvo             | 9. února  |
| Bronz   | Julia Mancusová | Alpské lyžování      | Ženy kombinace       | 10. února |
| Bronz   | Erin Hamlinová | Saně                 | Ženy saně            | 11. února |
| Bronz   | Kelly Clarková | Snowboarding         | Ženy U rampa         | 12. února |
| Bronz   | Nick Goepper | Akrobatické lyžování | Muži slopestyle      | 13. února |
| Bronz   | Matthew Antoine | Skeleton             | Muži jednotlivci     | 15. února |
| Bronz   | Bode Miller | Alpské lyžování      | Muži super G         | 16. února |
| Bronz   | Steven Holcomb Steven Langton                                                                                            | Boby                 | Muži dvojice         | 18. února |
| Bronz   | Alex Deibold | Snowboard            | Muži snowboardcross  | 18. února |
| Bronz   | Jamie Greubelová Aja Evansová                                                                                            | Boby                 | Ženy dvojice         | 19. února |
| Bronz   | Steven Holcomb Steven Langton Curtis Tomasevicz Christopher Fogt                                                         | Boby                 | Čtyřbob              | 23. února |